# 麻將真格對決
《麻將真格戰鬥! 奪取頂點!》是日本衛星電視頻道TBS頻道1從2015年8月8日至2017年9月16日，每星期六深夜24:00 - 25:00播出的麻將節目。實際爲每月播放二回，當次播放的次周重播。

## 概要
邀請各界知名人士進行麻將對局的節目。

## 與傳統麻將節目的不同點
本節目與其他播放的麻將節目相比存在很多不同之處。以下記錄要點。
- 實際爲對局者頻繁會話的閒聊形式的節目。
- 其他節目中，對對局內容一般不做剪輯，而本節目中流局等次要的對局常常通過分解簡介的形式快進。
- 聽牌時(包括立直)和牌在畫面中顯示。

## 節目採用的麻將規則
遵循一般日本麻將規則，在全自動麻將桌上進行對局。
- 採用半荘戰（東南戰，東風南風各四局）
- 開始得點爲25,000。
- 有人被飛時(得點爲負)対局結束。
- 寶牌(和牌時手牌中增加番數提高得點的牌)在對局開始時確定一種。
  - 裏寶牌(立直後和的時候追加)，當局中出現槓時追加槓寶牌，最多增加三組槓寶牌。
  - 五萬()・五筒()・五索()四枚牌各含一枚赤寶牌(・・)。
- 親家和牌時連荘，流局(無人和牌)時，無論聽牌情況，親家下莊並進入下一局(ALL LAST除外)。
  - ALL LAST(南4局)時親家和牌或流局時則連莊，閒家和牌時對局結束
  - ALL LAST時親家和牌且總得點處於一位時，親家以一位優勝結束對局。
- 食斷成立(露副時允許斷幺的成立)、後付(第一次露副時無役種，和牌時有役種即可)。
- 舍牌時2人同時榮和時，允許多家和牌。
- 播放時間不足60分鍾時，目前有追加對局和允許負分兩種處理。

### NMB48
- 須藤凜凜花 - 參與所有對局。喜歡的役種爲大車輪[2]、開立直。節目初期不會露副，被調笑爲“李立鵬名字帶碰卻不會碰”。隨播放回數增加漸漸學會路副。有機會時便瞄準西() 的単騎聽牌(特別是地獄単騎聽牌)。

- 三田麻央(#5、#19、#23以外) - 初回作爲支援成員出演[3]。主持能力出衆以外、在節目進行中不斷發掘麻將潛力，以主持人兼支援成員及對局者的身份參與節目中，如常規成員一般參與了大部分回數。偶爾也有本不該受罰最後受牽連的情況，常常被當作反應藝人。

- 沖田彩華(#18、#19、#21 - #22、#23.5、#24、#25) - 首次出演的第18回展露麻將才能之後出演機會增加。之後第25回以対局者身份登場。是三田10個月之後NMB48成員中新的参戦者。

### 著名対局者
- 福本伸行(#3、#15.5(2小時SP)) - 須藤尊敬的漫畫家。福本初次参戦之時、須藤感動到落淚。
- 植田佳奈(#4、#10、#20) - 麻雀漫畫「咲-Saki-」動畫版主人公的声優。私下也與關系不錯的声優共同組成“麻雀部”，進行定期的麻雀大会。對麻雀的喜好廣爲人知[4]。和三田在動漫「AKB0048」有共同演出的經歷。
- 内山奈月(#6) - 作爲NMB48以外的48集團的第一位出演的成員。現在AKB48畢業[5]。

### 解説者
作爲解説的是日本職業麻雀協会所属的職業雀士
- 鈴木太郎(#1 - #14、#20 - ) - 雀王決定戦三連覇。世界麻雀大会2015年2位[6]。番組的結尾曲時負責發放熒光棒。
- 鍛冶田良一(#15 - #19) - 日本職業麻雀協会副会長。鈴木缺席時作爲代理出演。